# Santander (Spanje)

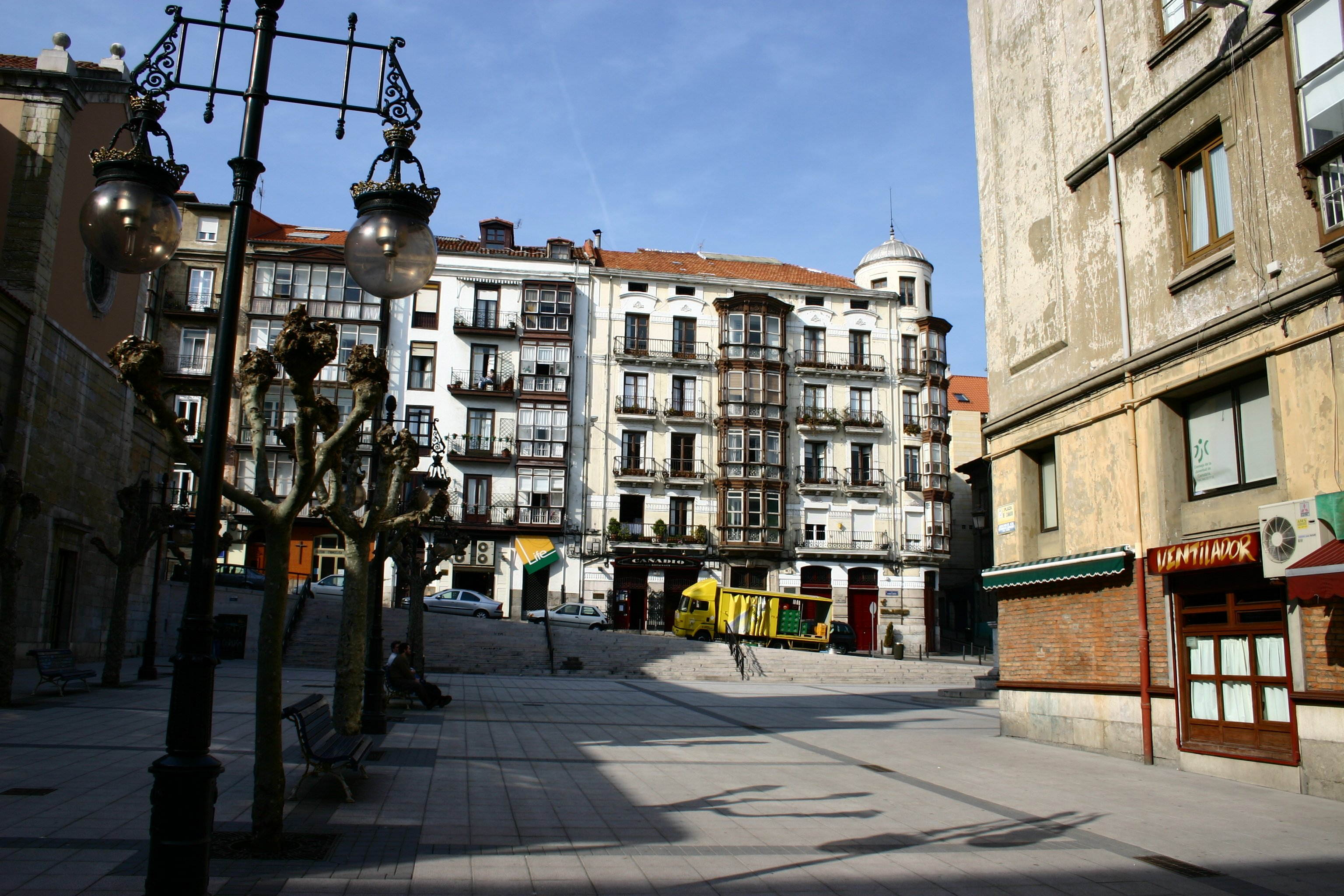
Santander Plaza Cañadio

Santander is de hoofdstad van de Spaanse autonome regio Cantabrië, en ligt aan de noordkust van Spanje aan de Cantabrische Zee. Op 1 januari 2005 had Santander een inwonertal van 183.995, dat komt neer op ongeveer 30% van de bevolking van heel Cantabrië.

## Geschiedenis

### Vroege geschiedenis
Het staat vast dat Santander al in de tijd van het Romeinse Rijk werd bewoond, en in de tijd onder de naam Portus Victoriae Iuliobrigensium bekendstond. Door archeologisch onderzoek is duidelijk geworden dat de stad aan het begin van haar bestaan werd gebruikt als haven (vandaar ook de naam Portus) en als uitvalsbasis voor het bewerken van het grote aantal mijnen in de omgeving. In de 3e eeuw werd de stad verscheidene malen aangevallen door de Scandinavische Herulen. Volgens de legende is de huidige naam van de stad Santander een verbastering van San Emeterio, een martelaar en soldaat van het Romeinse legioen, wiens hoofd in de 3e eeuw naar de stad zou zijn gebracht. Volgens Spaanse filologen werd zijn naam later gebruikt voor een abdij die in de 8e eeuw werd gebouwd door koning Alfons III ‘El Casto’, en dat in het jaar 1187 van koning Alfons VIII de naam Sancti Emetherii kreeg. Volgens hen zou de verbastering als volgt zijn verlopen; Sancti Emetherii > Sancti Emderii > Sanct Endere > Santendere > Santanderio > Santander.

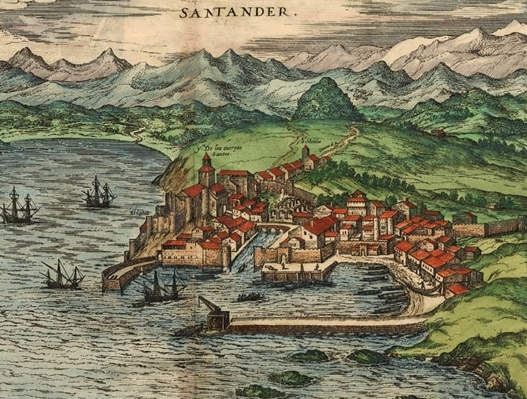
Schets van Santander in 1590

Gedurende de 7e en 8e eeuw speelde zich binnen de muren van Santander een demografische verschuiving af. De bevolking verdeelde zich langzaam maar zeker in twee groepen, wat zorgde voor twee wijken: “La Puebla Vieja” (het oude dorp) en “La Puebla Nueva” (het nieuwe dorp). De twee wijken werden met elkaar verbonden door een brug over de Ría de Becedo, een rivier die tot de grote scheepswerven nabij de stad liep. Santander was in die tijd verplicht om elk jaar één kraak aan de koning af te leveren. 
In de 12e eeuw kreeg Santander speciale rechten van Alfonso VIII met privileges die de inwoners toestond om bepaalde goederen te verhandelen en het vrijstelde van bepaalde douanerechten. Dit luidde een periode van economische groei in die tot de 16e eeuw zou duren.
In 1248 was Santander, net als veel andere Noord-Spaanse steden, een van de participanten tijdens de Reconquista van Sevilla. Hierom staat op het stadswapen van Santander ook de Torre del Oro afgebeeld, een van Sevilla’s bekendste bouwwerken. In 1296 ontstond de Hermandad de las Marismas, oftewel de zusterschap van de kuststeden, die onder andere bestond uit Santander, San Sebastián en Vitoria. Het doel van dit verbond was het veroveren van een sterke gezamenlijke handelspositie aan de Golf van Biskaje, met name t.o.v. de handel met Engeland en Vlaanderen. Santander was een van de zogenoemde Merindades, de deelrijken of provincies waarin het Rijk van Castilië was onderverdeeld. Dit betekent dat de stad alleen afhankelijk was van de koning van Castilië, maar niet van een eventuele graaf of landheer. Desondanks wordt Santander in 1466 door koning Hendrik IV aan Iñigo López de Mendoza geschonken, de Markies van Santillana. De stad bleef echter slechts anderhalf jaar in zijn bezit, omdat de bevolking van de stad de nieuwe leider niet accepteerde.
Onder leiding van twee clans, de Giles en de Negretes, ontstonden er alleen nog maar meer conflicten binnen de stadsmuren van Santander. In de 15e eeuw zag de koning van Castilië geen andere oplossing dan het aanstellen van twee burgemeesters, een voor de Puebla Vieja en een voor de Puebla Nueva, wat de problemen enigszins oploste.
In 1497 legde de marine van Vlaanderen aan in de haven van de stad, met Margaretha van Oostenrijk die zou trouwen met een van de erfgenamen van het Spaanse katholieke koningspaar. De vloot bracht echter ook de pest met zich mee, waardoor ongeveer 6000 van de 8000 inwoners van de stad om het leven kwamen. Het duurde meer dan drie eeuwen voordat Santander deze enorme tegenslag te boven zou komen. In de 17e eeuw raakte de haven van Santander in verval door een verschuiving van de Castiliaanse handel richting Bilbao. 

### De 18e en 19e eeuw
Aan het begin van de 18e eeuw begon Santander zich langzaam te herstellen van het grote aantal crisissen en de ernstige epidemie die stad vrijwel onbewoond hadden achtergelaten. In 1748 kreeg de stad een nieuwe impuls, toen een handelsroute tussen Santander en Burgos werd aangelegd. Naast meel en wol kwam daar vanaf 1765 ook de handel met de Spaanse koloniën bij. In 1754 kwam ook de Katholieke Kerk te hulp en maakte van Santander de hoofdstad van het bisdom, stelde een bisschop aan en veranderde de kerk in een echte kathedraal.
Ongeveer één jaar later, in 1755, kreeg Santander officiële stadsrechten van koning Ferdinand VI. In 1783 ontstond bovendien het Consulado de Mar y Tierra van Santander, dat de handel op zee met andere steden in de omgeving beheerste, op basis van een liberaal marktmodel. In de 19e eeuw werd Santander een van de belangrijke havens voor het verkeer tussen de Nieuwe Wereld en de Spaanse koloniën en Spanje. Deze economische groei zorgde voor het ontstaan van bourgeoisie in de stad, waardoor ze eerst uitgroeide tot een maritieme provincie en daarna, in 1833, tot de provincie Santander. De industriële groei ging de gehele 19e eeuw door, er werden nieuwe scheepswerven aangelegd, opslagplaatsen voor suiker, bier en bloem gemaakt en de stad breidde zich geografisch en demografisch uit. In 1851 werd een spoorlijn geopend, waardoor het transport tussen Santander en de steden van Castilië eenvoudiger werd.
Op 3 november 1893 arriveerde een Baskisch schip, de Cabo Machichaco, in de haven van Santander, beladen met 51 ton dynamiet en een grote hoeveelheid zwavelzuur. De voorschriften voor transport van dit soort goederen werden compleet genegeerd en er ontstond een brand aan boord van het schip gevolgd door een enorme explosie. Bijna 600 mensen kwamen hierbij om het leven en er vielen zo'n 2000 gewonden.

### De 20e eeuw

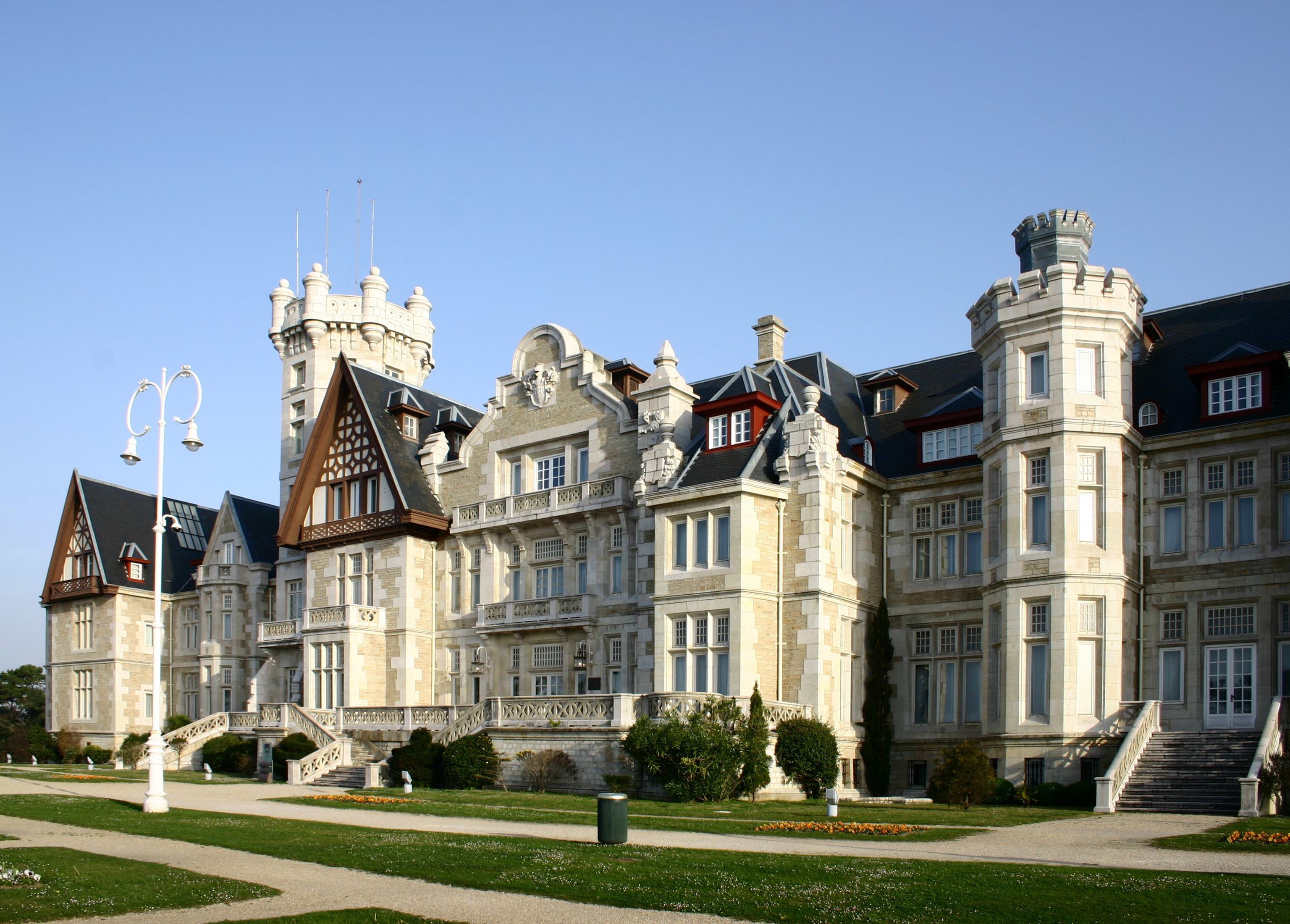
Palacio de la Magdalena

Al in de tweede helft van de 19e eeuw ontstond de opkomst van het fenomeen kuuroord, onder de rijke klasse van Europa. Vanaf 1856 speelde ook Santander hier op in, en er werd een aantal kuuroorden en hotels aan de stadsstranden gebouwd, waarvan de bekendste El Sardinero was, de nieuwe zomerbestemming voor de Spaanse adel aan het begin van de 20e eeuw. In 1908 werd tevens het Palacio de la Magdalena gebouwd, op het gelijknamige schiereiland, een nieuw zomerverblijf voor de Spaanse koninklijke familie.

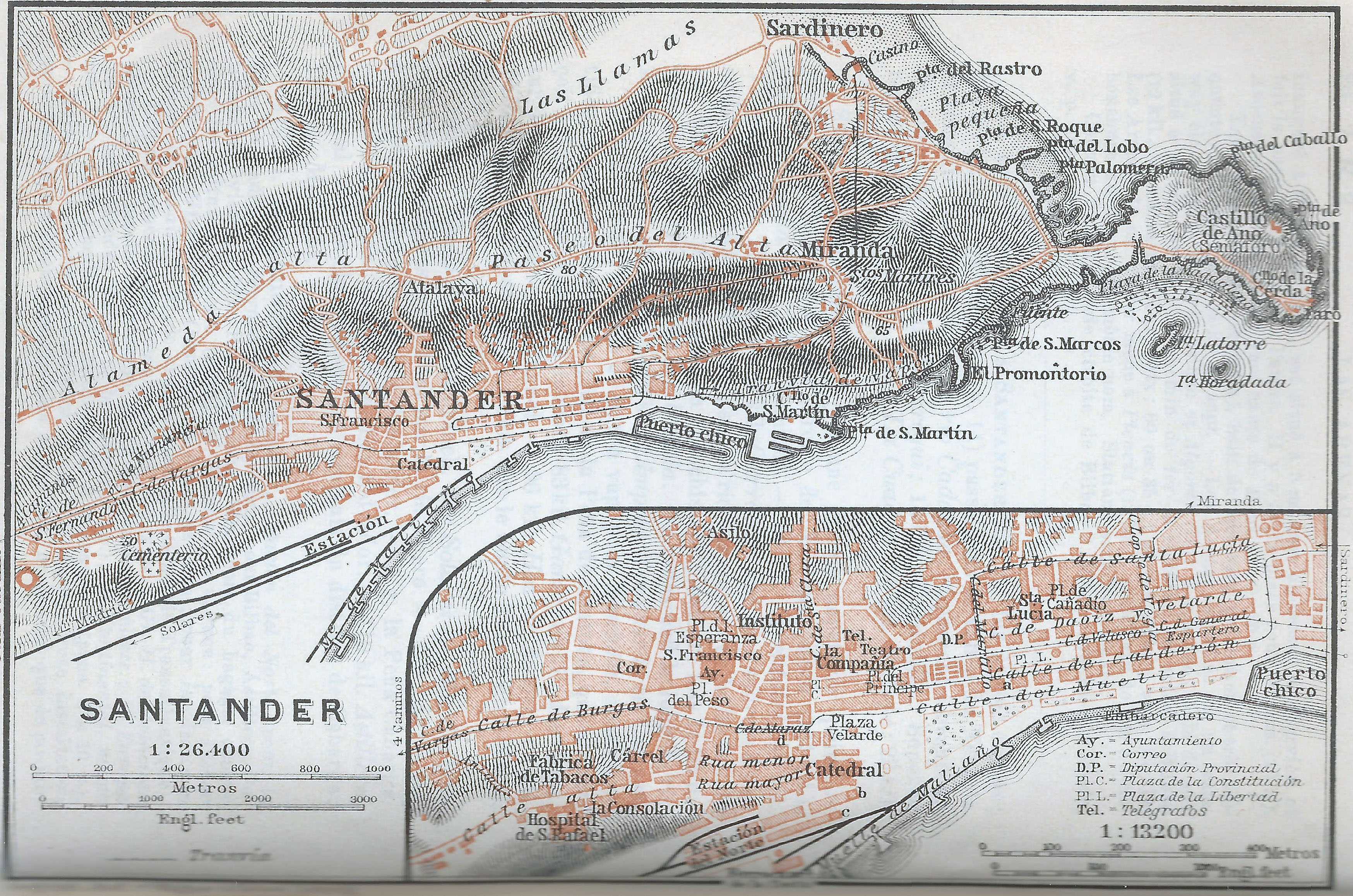
Santander in 1908

In 1941 ontstond brand in de Calle Cádiz, vlak bij de kades van de stad, die uitgroeide tot een regelrechte ramp. Er kwam slechts één persoon bij om het leven maar een groot deel van het historische centrum van Santander werd door het vuur verwoest en duizenden gezinnen verloren hun huis. Een gebied van meer dan 37 straten in het historische centrum (ongeveer 14 hectare) brandde af. Na de reconstructie zag dit centrum er compleet anders uit. Omdat het oorspronkelijke centrum erg dichtbevolkt was geweest, bood de nieuwe opzet van het centrum onvoldoende woonruimte waardoor de noodzaak ontstond nieuwe wijken aan de stad te bouwen.
In de jaren 50 en 60 groeide het inwonertal van de stad buitenproportioneel snel en werden enorme woonblokken gebouwd voor met name de arbeidersklasse. De haven lag oorspronkelijk in het centrum van de stad, maar werd in de jaren 80 verplaatst in zuidelijke richting naar Raos, om zo meer ruimte in de stad te creëren. Op 29 juni 2005 vierde Santander haar 250-jarig bestaan als stad met officiële stadsrechten.

## Geografie

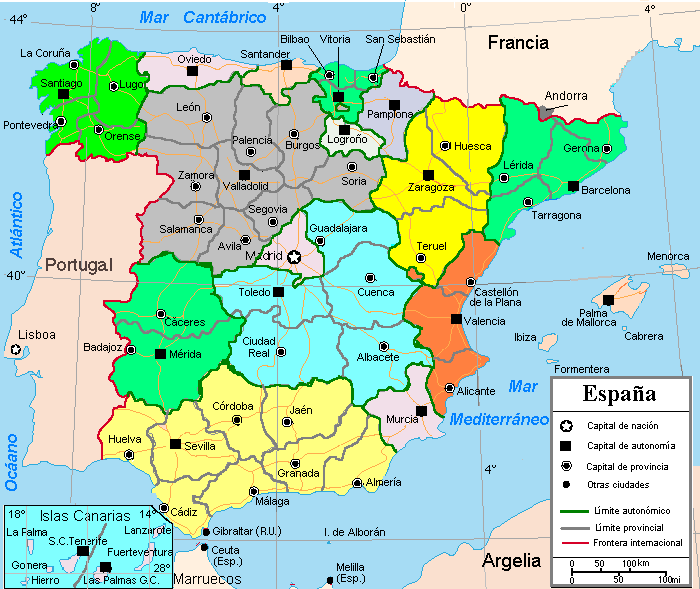
Kaart van Spanje

Afstanden naar andere steden:
- A Coruña: 459 kilometer
- Barcelona: 704 kilometer
- Bilbao: 95 kilometer
- Burgos: 161 kilometer
- León: 232 kilometer
- Madrid: 401 kilometer
- Oviedo: 193 kilometer
- Pamplona: 253 kilometer
- Sevilla: 941 kilometer
- Valladolid: 251 kilometer
- Zaragoza: 401 kilometer

## Klimaat

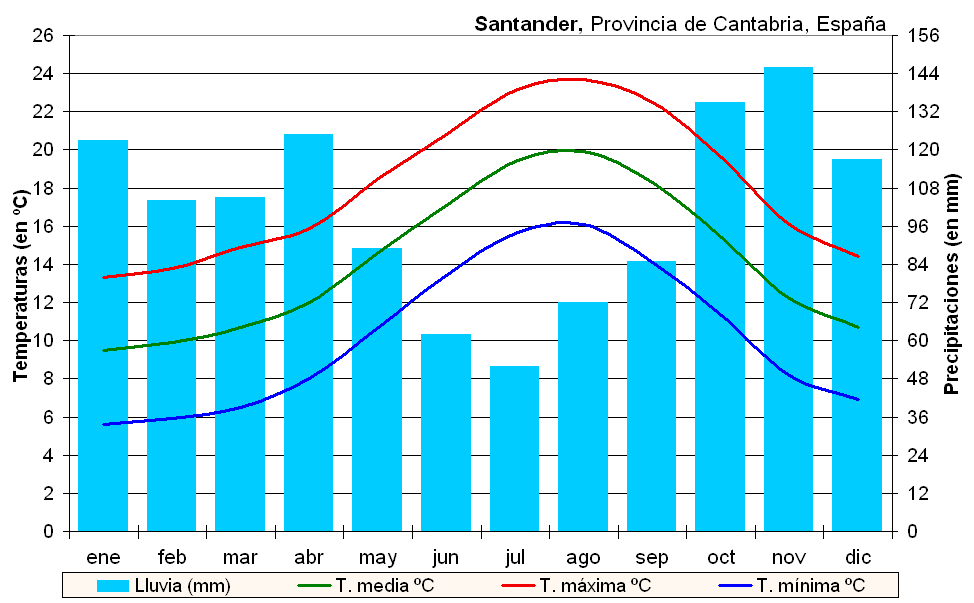
Klimaatgrafiek van Santander

Santander heeft een gematigd zeeklimaat, net als vrijwel alle andere steden aan de Spaanse noordkust. De zomers zijn warm maar niet extreem heet met maximumtemperaturen rond 22 of 23°C en milde winters met minimumtemperaturen van 6 of 7°C. In vergelijking met andere Spaanse steden kent Santander een grote hoeveelheid neerslag, met name in de herfst en de winter.

## Demografie
Op 1 januari 2005 had Santander een inwonertal van 183.955, ongeveer 30% van de totale bevolking van Cantabrië. Sinds 1981 is het inwonertal van de stad nauwelijks gestegen of gedaald, het kleine aantal geboorten en de vergrijzing van de stad is namelijk gecompenseerd door de komst van immigranten, met name vanaf 1990. Toch is het inwonertal van de stad ook hierdoor niet gestegen, te wijten aan het feit dat veel van de nieuwe bewoners zich in de voorsteden van de stad hebben gevestigd, onder andere in Torrelavega. In 2004 was het een van de veiligste steden van Spanje met slechts 37 misdrijven per 1000 inwoners, 17 misdrijven minder dan het nationale gemiddelde.

### Ontwikkeling
Bron: INE1857-2011: volkstellingen
Opm: Bevolkingscijfers in duizendtallen

## Economie
Santander is zonder meer de belangrijkste stad van Cantabrië, in de stad bevinden zich onder andere het ziekenhuis Hospital Universitario Marqués de Valdecilla en de Universiteit van Cantabrië. Activiteiten gerelateerd met het toerisme, recreatie en cultuur vormen een belangrijke bijdrage aan de economie van de stad, en Santander wordt dan ook steeds meer aangeprezen als nieuwe vakantiebestemming.

## Sport
Racing Santander is de professionele voetbalclub van Santander en speelt in het Estadio El Sardinero. De club speelde meerdere seizoenen op het hoogste Spaanse niveau, de Primera División.
Santander is tientallen keren etappeplaats geweest in wielerkoers Ronde van Spanje. Dit was voorlopig voor het laatst het geval in 2024 toen de Australiër Kaden Groves er een rit won.

## Transport
Het vliegveld van Santander ligt in het nabijgelegen Camargo. Het vliegveld kreeg een nieuwe impuls door de komst van de low-cost maatschappij Ryanair, met internationale bestemmingen, en de uitbreiding van het Spaanse Air Nostrum dat nu vluchten aanbiedt naar meer binnenlandse bestemmingen. Door de relatief hoge prijzen gebruiken veel inwoners van de stad het nabijgelegen vliegveld van Bilbao. Verder beschikt de stad over een veerdienst naar Plymouth en directe treinverbindingen met Oviedo, Bilbao en Madrid

## Bezienswaardigheden
De belangrijkste bezienswaardigheden of toeristische bestemmingen van Santander zijn:
- Palacio de la Magdalena
- Centro Botín, museum voor moderne kunst en cultureel centrum
- Het Plaza de Cañadio, het uitgaansgebied van de stad
- De winkels rondom Cuatro Caminos
- De stranden van El Sardinero
- Het casino van de stad

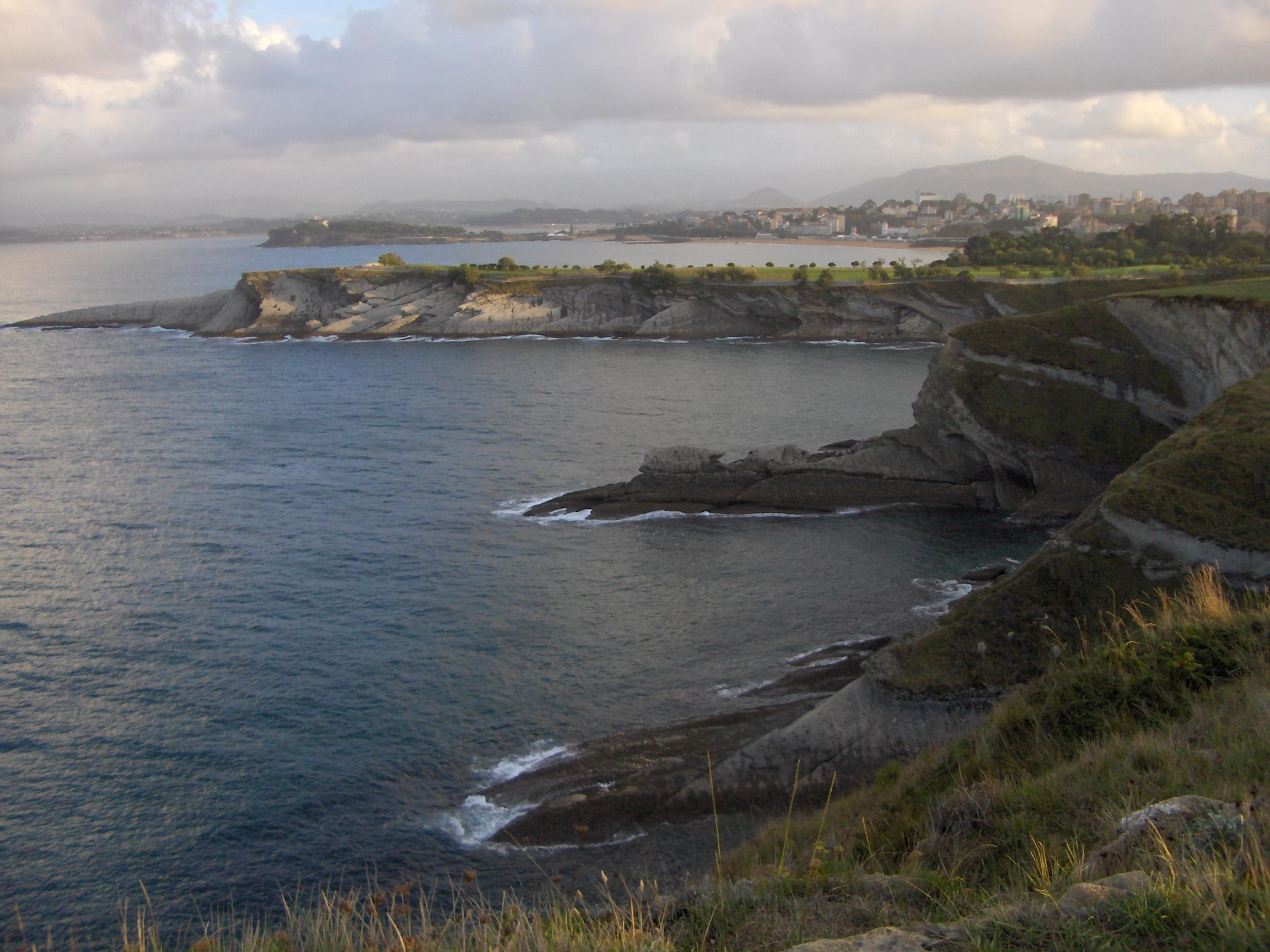
Cabo Mayor
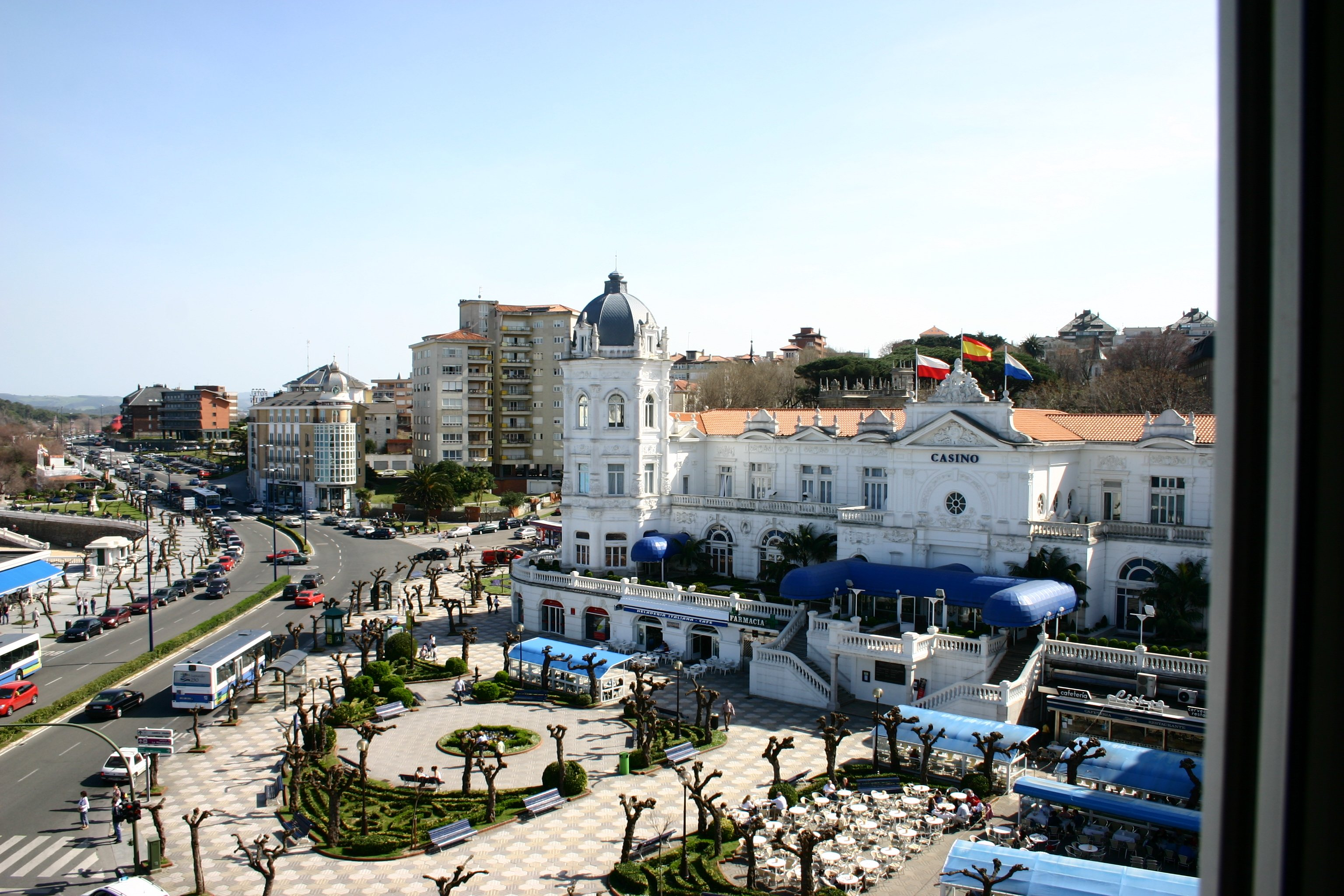
Plaza de Italia
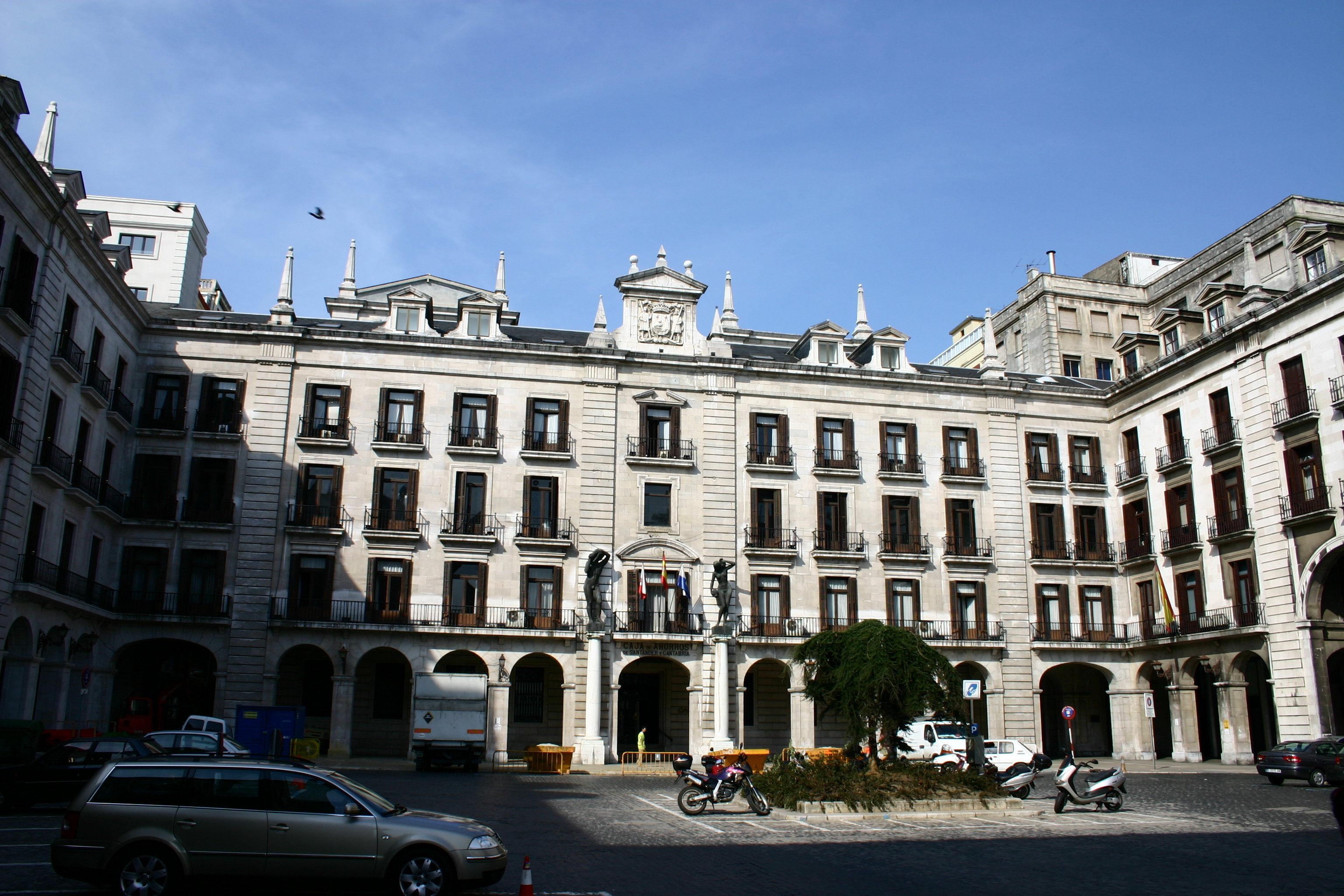
Plaza Porticada
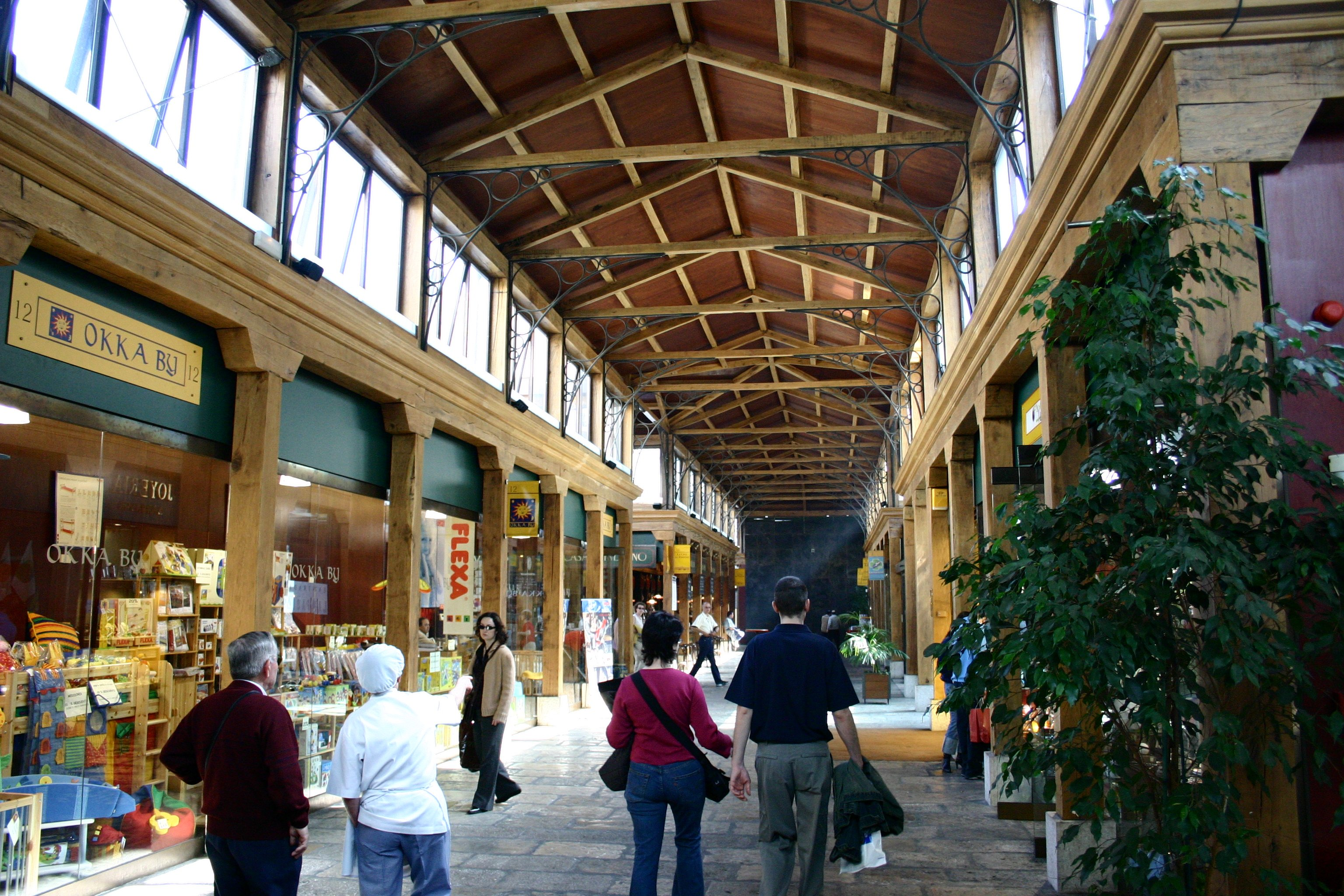
Mercado del Este
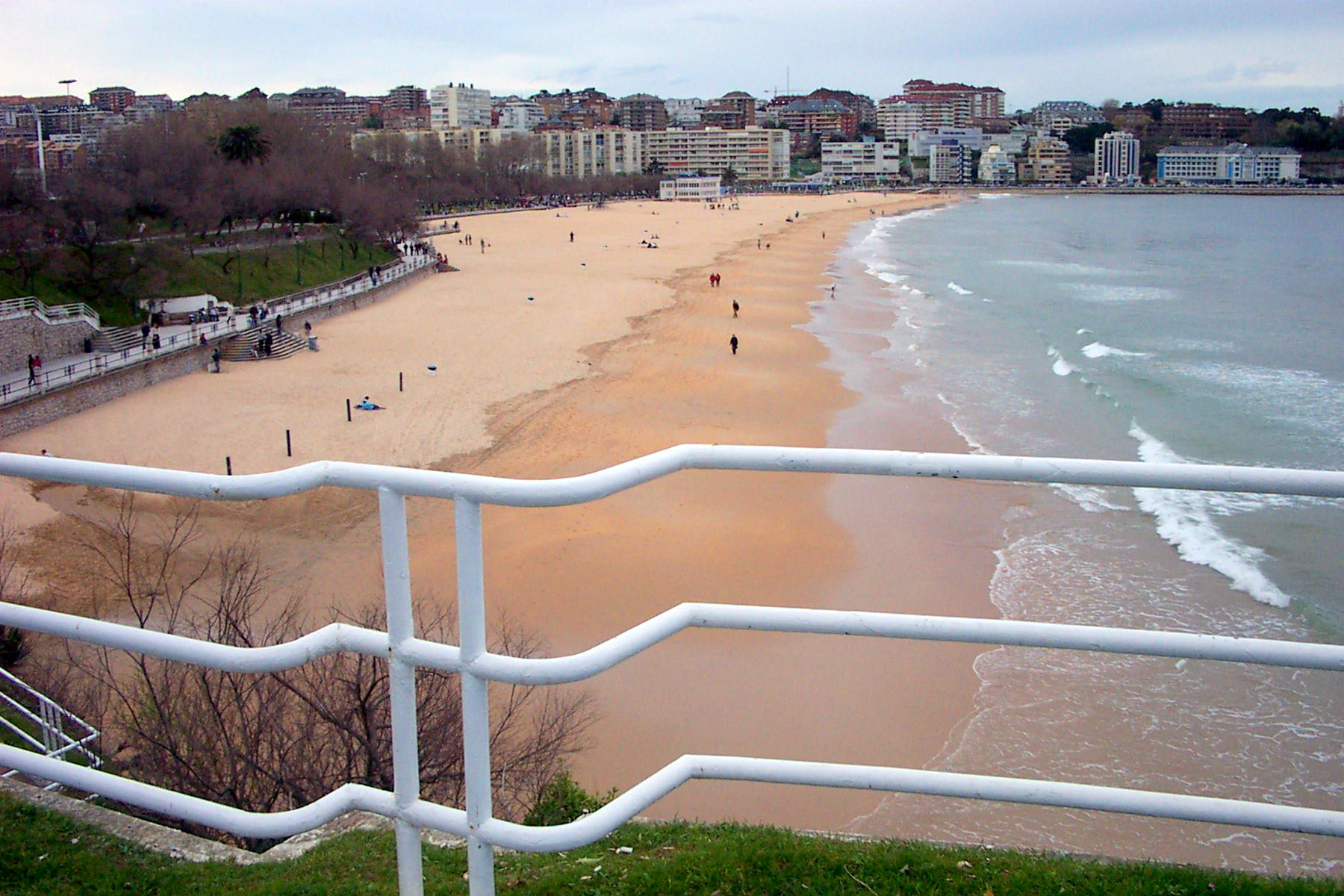
Strand van El Sardinero

## Geboren
- Matilde Camus (1919-2012), dichteres
- Mario Camus (1935-2021), filmregisseur
- José Pérez Francés (1936-2021), wielrenner
- Germán Gullón (1945-2025), letterkundige en schrijver
- Fernando Teixeira Vitienes (1971), voetbalscheidsrechter
- Eduardo Noriega (1973), acteur
- Iván Helguera (1975), voetballer
- Pedro Munitis (1975), voetballer
- Luis Helguera (1976), voetballer
- Ruth Beitia (1979), hoogspringster
- Iván Marcano (1987), voetballer
- Ángel Madrazo (1988), wielrenner
- Sergio Canales (1991), voetballer
- David Concha (1996), voetballer